# مسجد شاه (تهران)
مسجد شاه یا فتحعلی شاه ، یکی از بناهای دوره قاجار است که در منطقه بازار تهران قرار دارد؛ و به عنوان یکی از آثار ملی ایران در تاریخ ۱ مهر ۱۳۶۳ با شمارهٔ ثبت ۱۶۶۷ به ثبت رسیده‌است.

## تاریخچه
این مسجد با قدمتی در حدود ۱۸۰ سال از زیباترین مساجد تاریخی تهران است. بانی آن فتحعلی‌شاه قاجار (۱۲۱۲–۱۲۵۰ هـ. ق) بود و از این رو در آغاز آن را مسجد سلطانی می‌نامیدند. بنابر شواهد تاریخی این مسجد دومین مسجد جامع بزرگ تهران بعد از مسجد جامع بازار یا جامع عتیق بود.

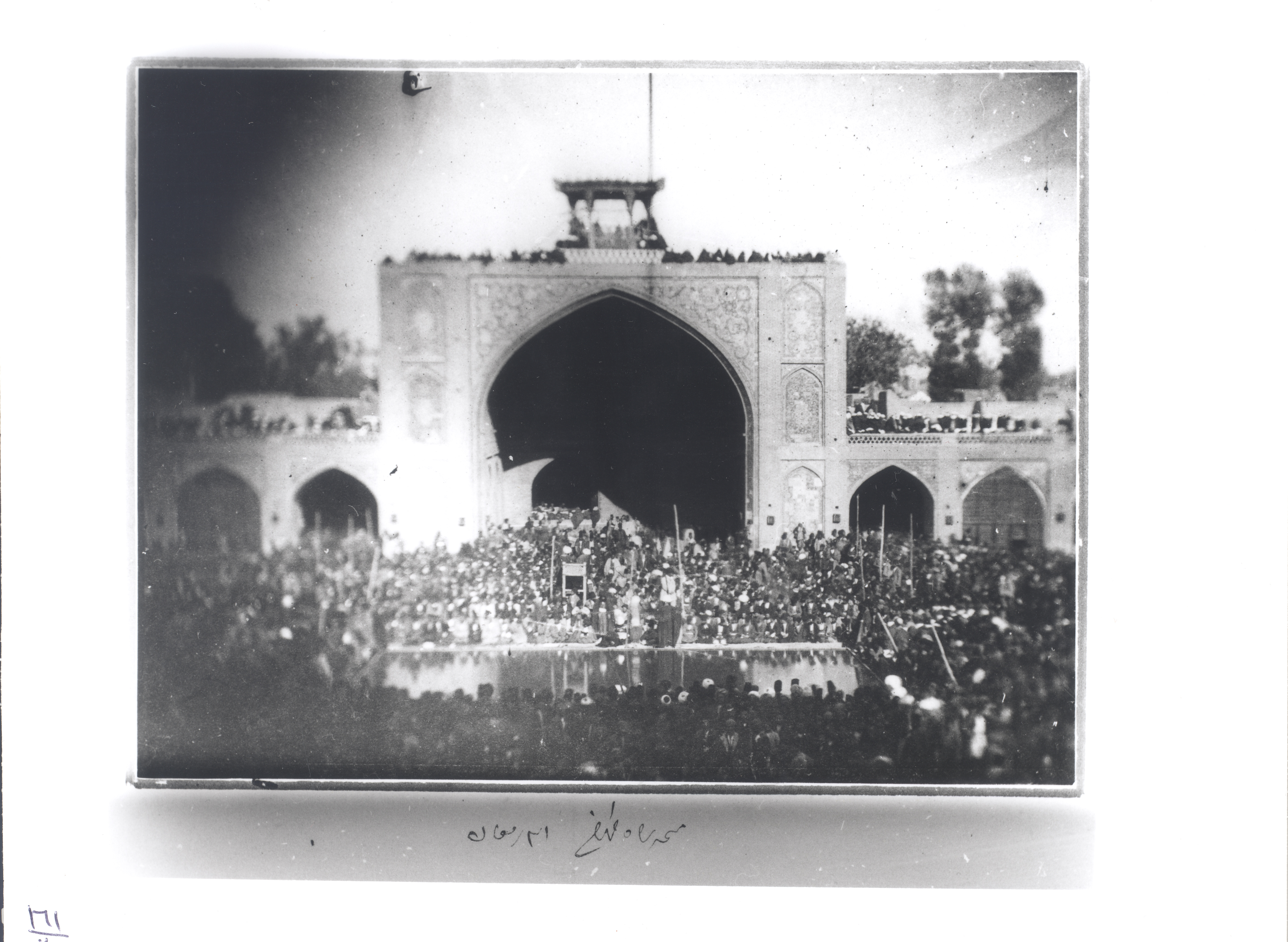
در دوران ناصرالدین شاه

بنابر کاشی‌نوشته‌ها و کتیبه‌هایی که در ایوان جنوبی مسجد به جای مانده، زمان تقریبی شروع ساخت آن سال ۱۲۱۲ یا ۱۲۲۴هـ. ق است. در سال ۱۳۰۷هـ. ق به دستور ناصرالدین‌شاه قاجار درِ اصلی در جهت شمال تعمیر و نیز به دستور وی دو مناره در دو طرف گل‌دسته مسجد ساخته شد؛ بنابراین تکمیل‌کننده اصلی آن را می‌توان ناصرالدین‌شاه قاجار نامید.

## مشخصات بنا
این مسجد، بنایی چهار ایوانی است که شبستان‌های اصلی آن در جبهه جنوبی قرار دارد و معماری کلی و نیز پاره‌ای از جزئیات آن از مسجد وکیل شیراز گرفته شده و در طراحی و ساخت آن مانند سایر ابنیه آن زمان هنرمندان شیرازی دست داشته‌اند.
ساختمان این مسجد فضایی‌ست مربعی با تقارن نقطه‌ای و حیاط مرکزی، با چرخشی ملایم نسبت به بافت شهر برای استقرار در امتداد قبله است. ۴ ایوان در وسط ۴ ضلع، گنبدخانه در ضلع جنوبی، ۳ شبستان اصلی در کنج‌ها و حوض مربعی در مرکز حیاط مسجد قرار دارند.

## مساجد مشابه
مسجد سلطانی تهران همراه با مسجد سلطانی بروجرد و مسجد سلطانی قزوین از ساخته‌های دوران فتحعلی‌شاه قاجار هستند اما مسجد سلطانی بروجرد از دو نمونه دیگر بزرگتر و قدیمی‌تر است. همچنین مسجد سلطانی یا مسجد شاه سمنان نیز از ساخته‌های فتحعلی‌شاه قاجار است.

## وقایع مهم در مسجد

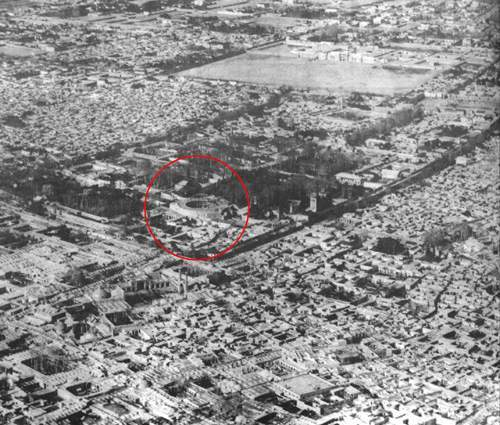
موقعیت مسجد شاه در تهران دوره قاجار در جنوب‌شرقی تصویر (جنوب کاخ گلستان) دیده می‌شود

- در تاریخ دوشنبه ۲۰ آذر ۱۲۸۴، علاءالدوله دستور به چوب بستن و تحقیر عمومی دو تن از بازاریان به بهانه بالا بودن قیمت قند کرد. حکم فلک حاجی سید هاشم قندی و حاجی سید اسماعیل خان در حیاط مسجد شاه انجام شد که واکنش اعتراضی بازار تهران را به همراه داشته و از عوامل بیداری مردم قبل از جنبش مشروطیت گردید. [۴]

- سخنرانی جمال‌الدین واعظ اصفهانی در اعتراض به فلک شدن بازارگانان در تاریخ ۲۱ آذر ۱۲۸۴ با مخالفت حاجی میرزا ابوالقاسم، امام جمعه وقت تهران به آشوب کشانده شد و منجر به مهاجرت علمای تهران به شاه عبدالعظیم گردید. [۵]

- سپهبد حاج‌علی رزم‌آرا، نخست‌وزیر وقت ایران در روز ۱۶ اسفند ۱۳۲۹ در مسجد شاه به ضرب گلوله خلیل طهماسبی یکی از اعضای فدائیان اسلام ترور شد.[۶]

## نگارخانه

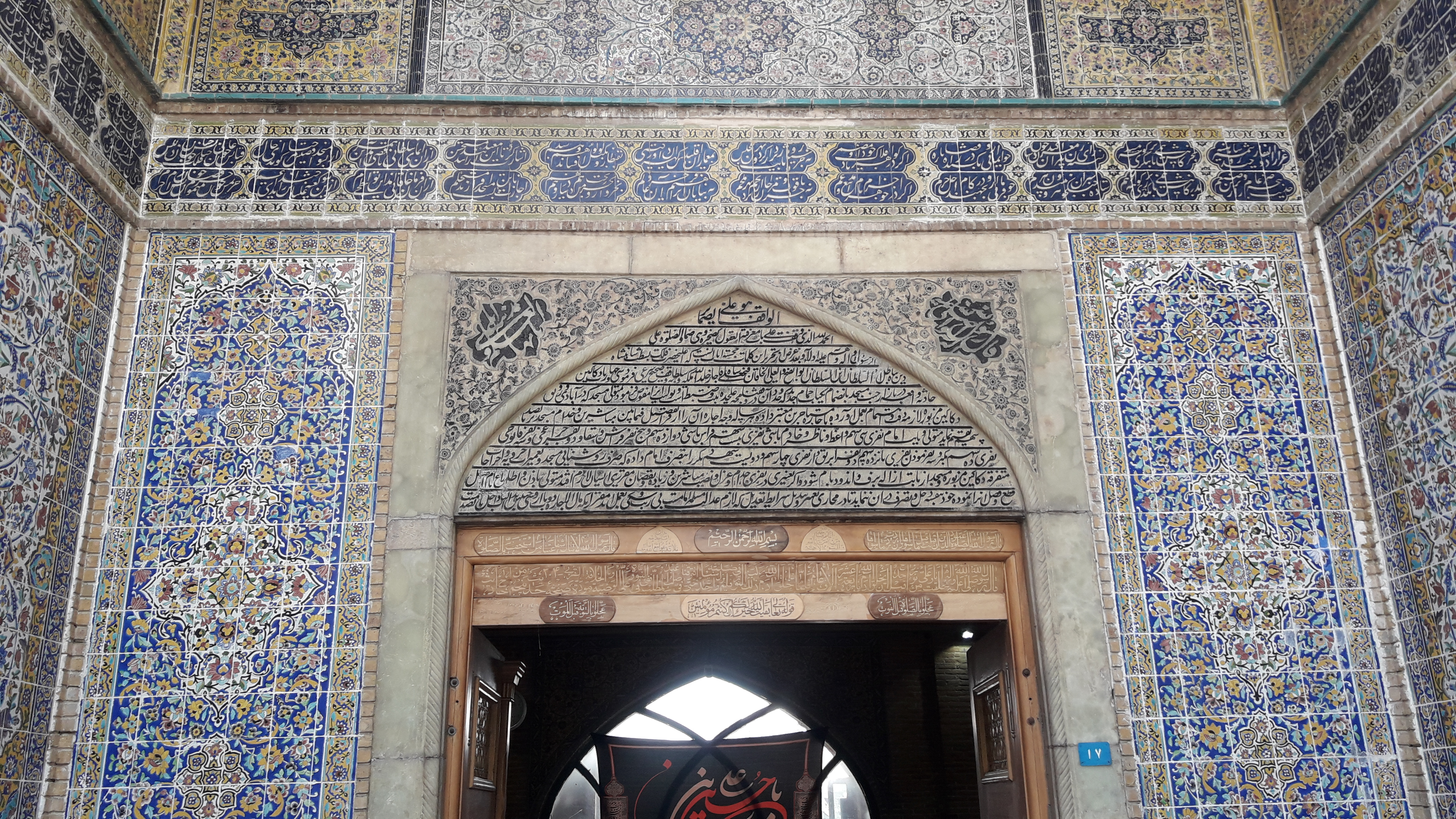
کتیبه مسجد شاه بازار تهران
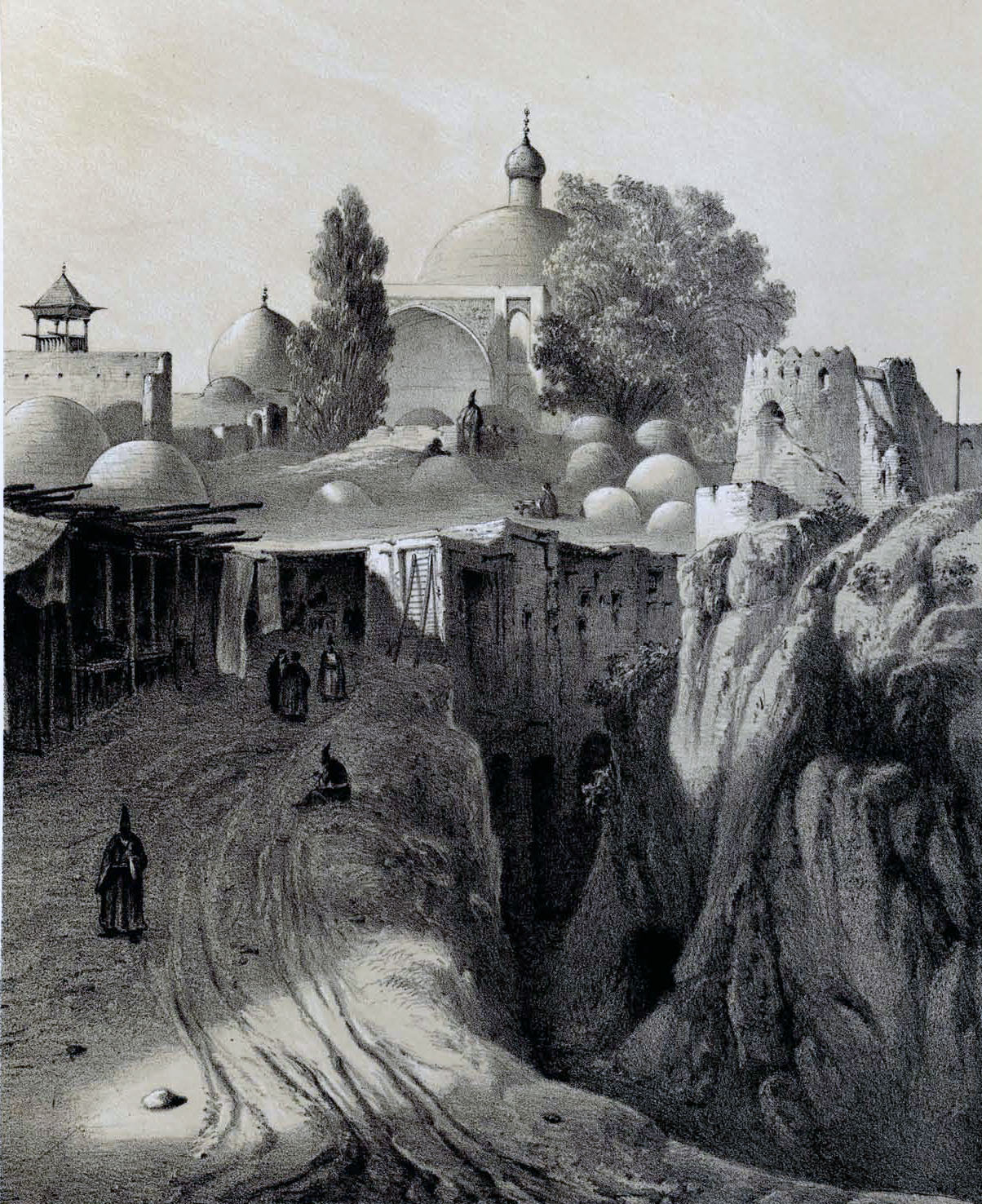
برج جنوب شرقی ارگ و گنبد مسجد عزیزالله در دوره محمدشاه قاجار، نقاشی اوژن فلاندن
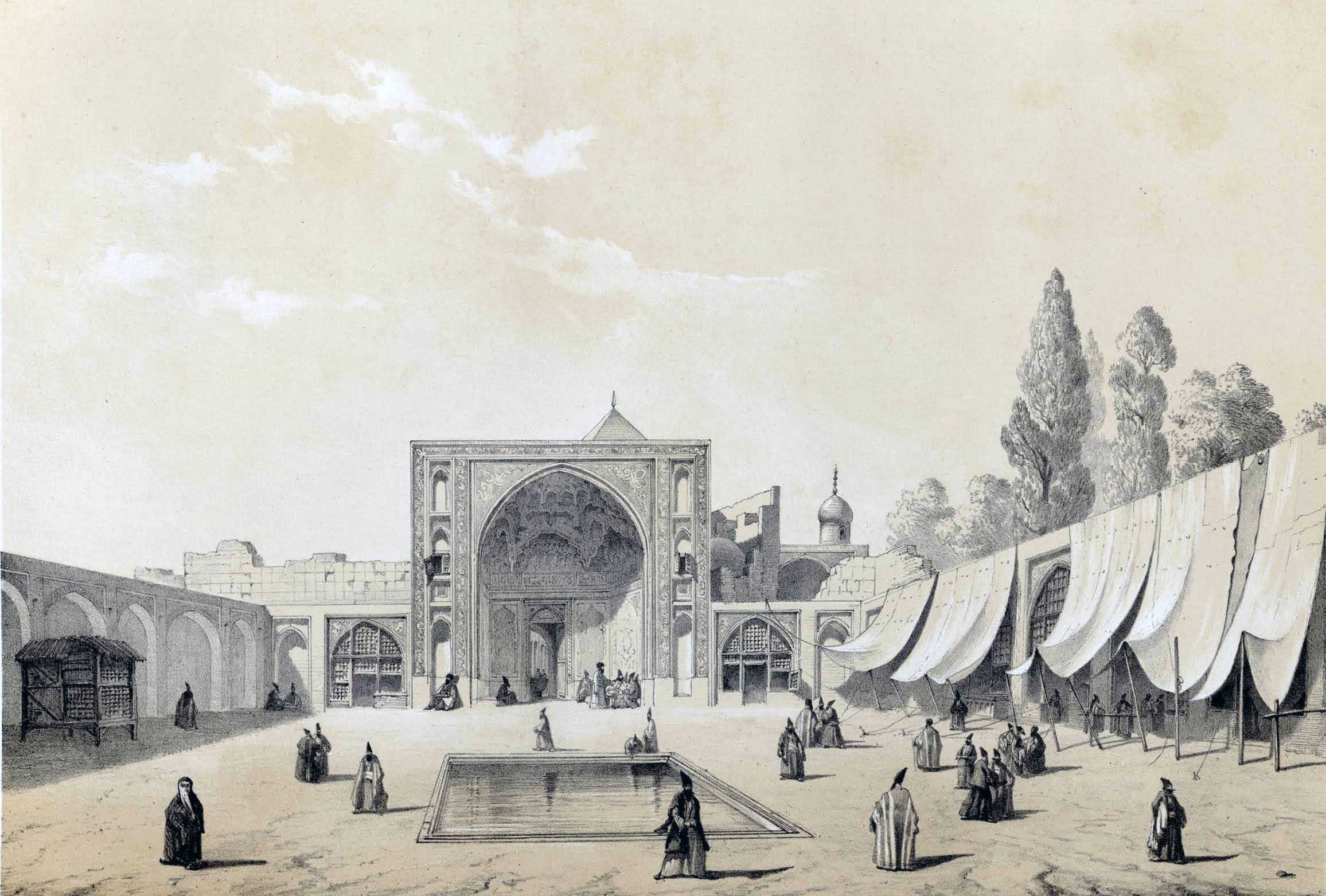
ورودی مسجد شاه در دوره محمدشاه قاجار، نقاشی اوژن فلاندن
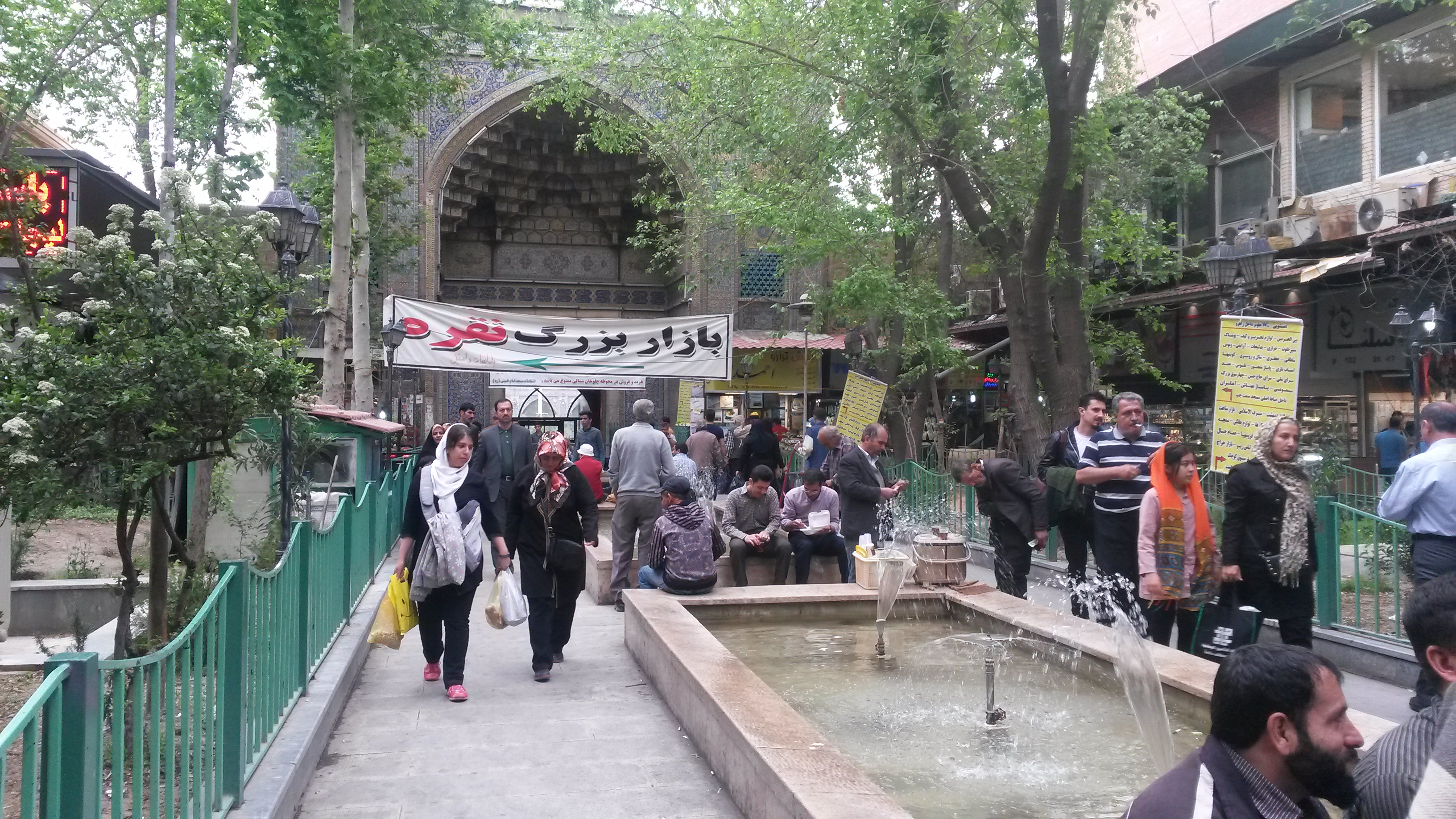
ورودی مسجد شاه
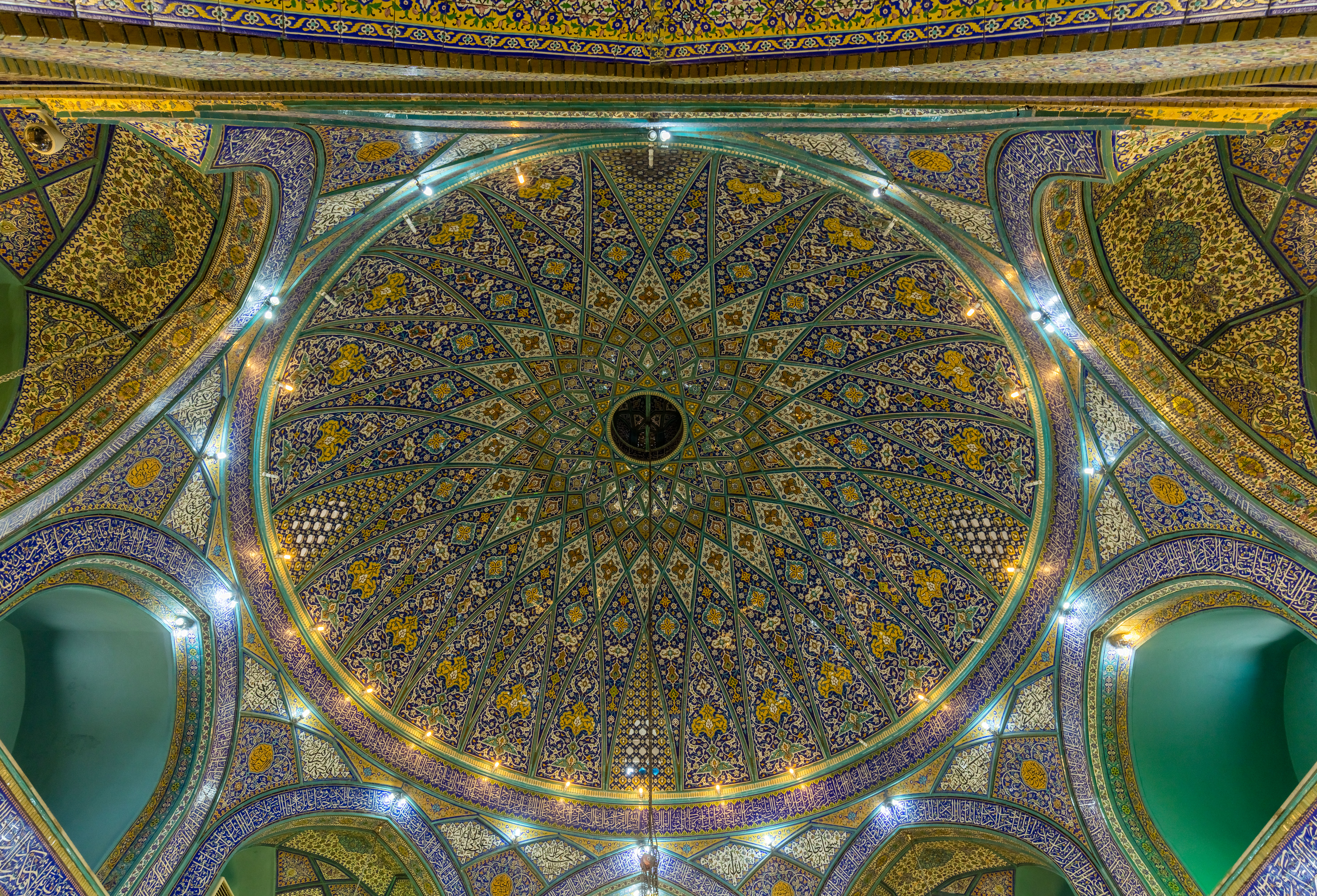
نمای درونی گنبد
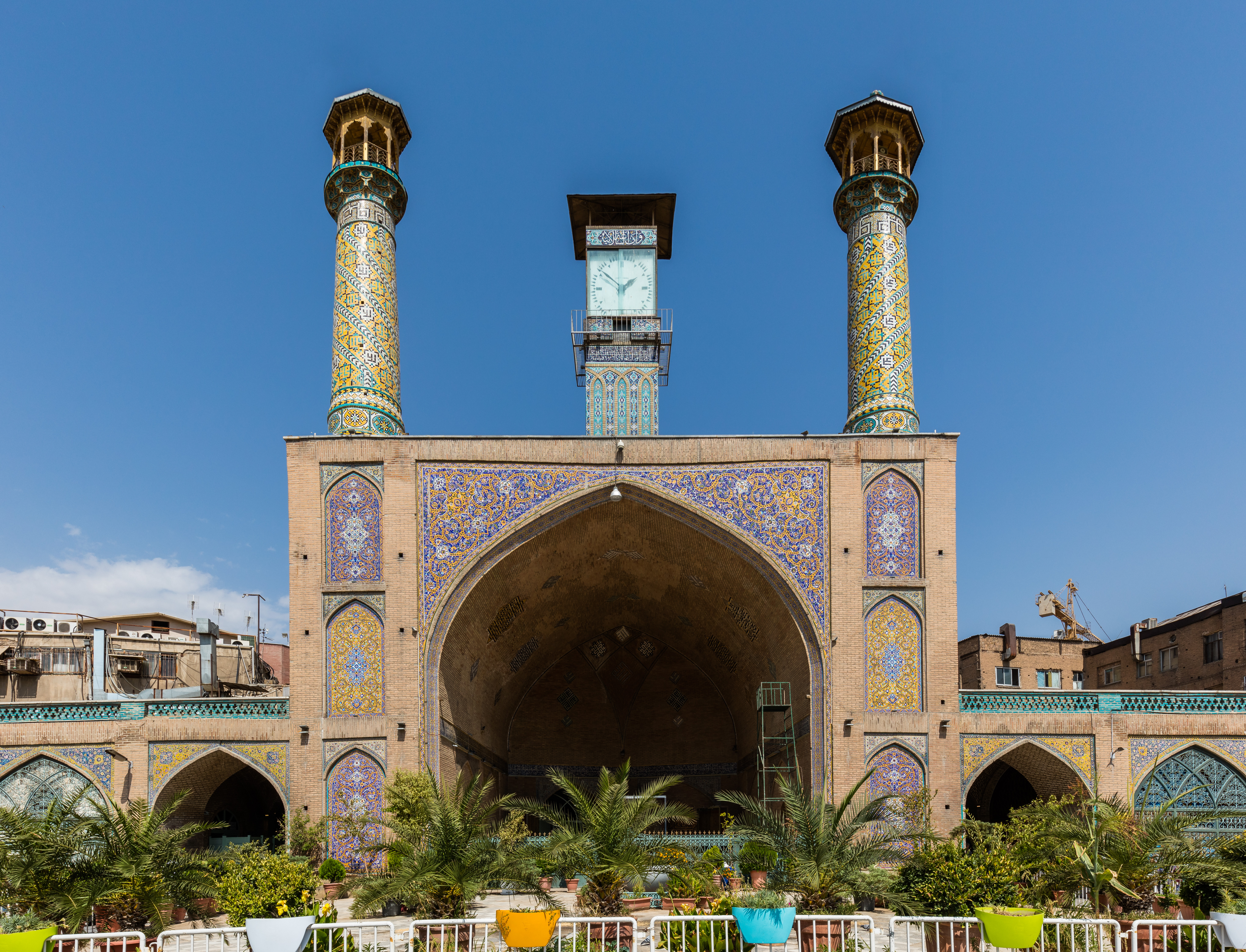
صحن مسجد
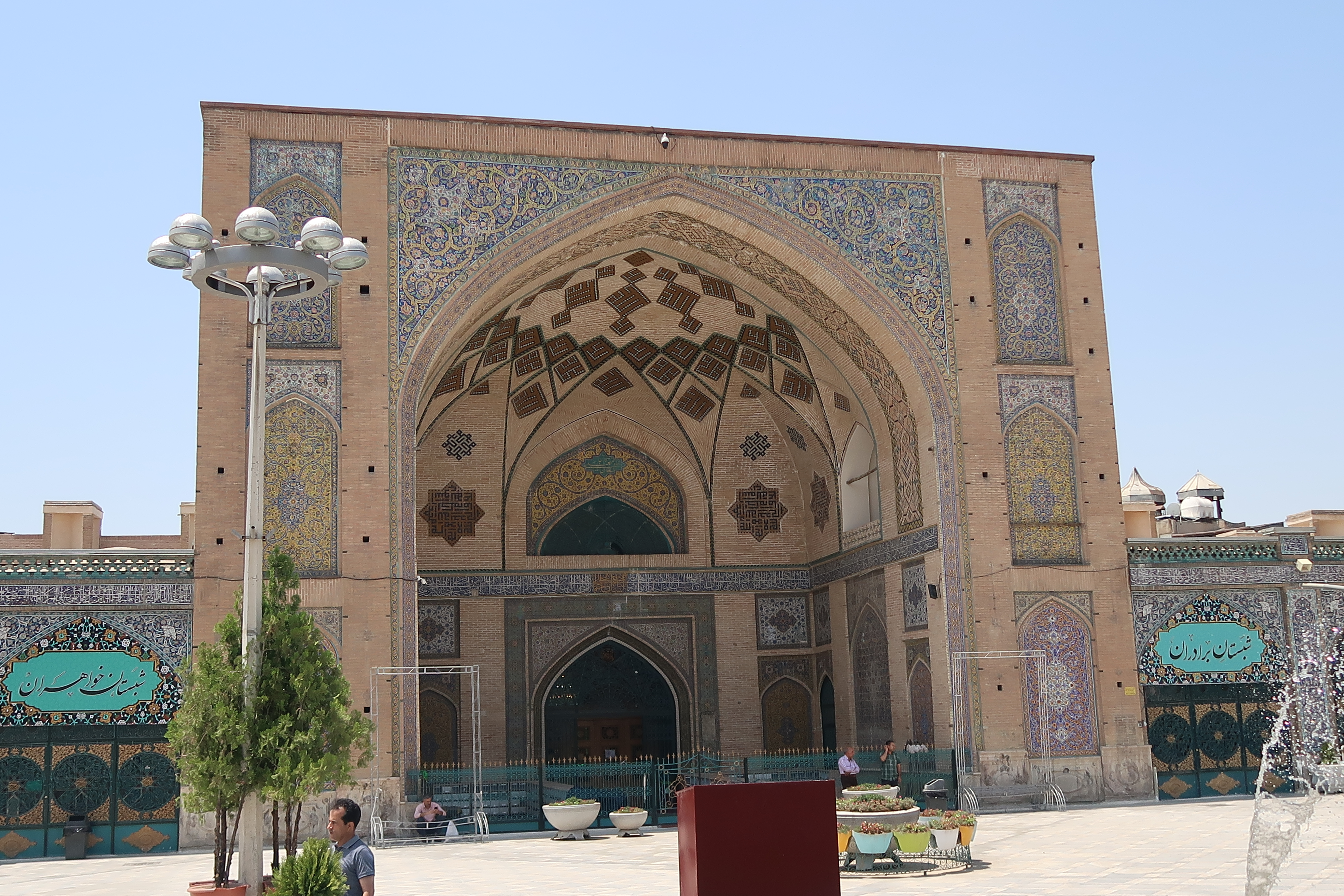
ایوان جنوبی
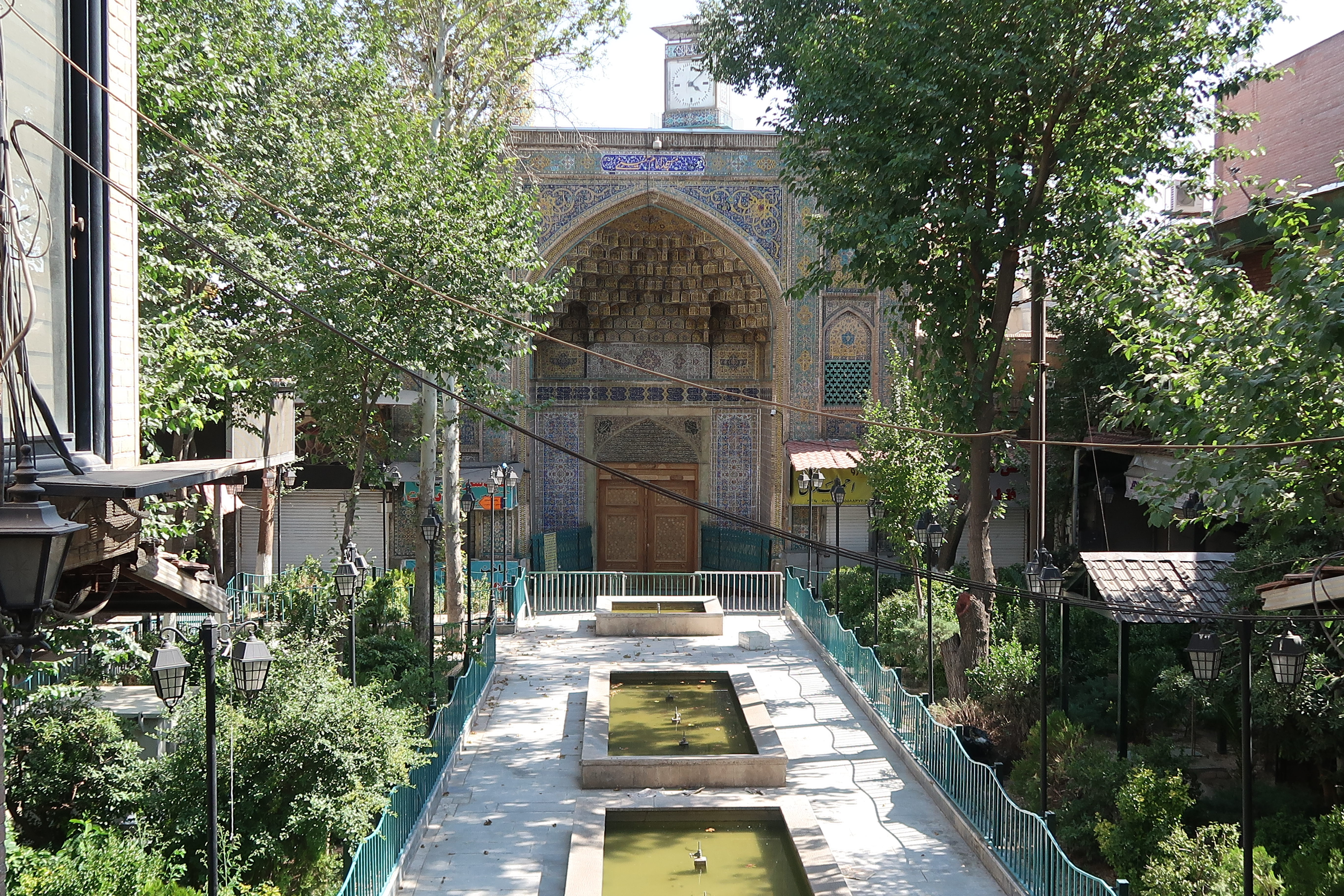
ورودی شمالی مسجد شاه تهران